# Virgin Galactic Unity 22
Virgin Galactic Unity 22 é um voo suborbital da VSS Unity SpaceShipTwo lançada no dia 11 de julho de 2021. A tripulação consistiu dos pilotos David Mackay, Michael Masucci, como também os passageiros Sirisha Bandla, Colin Bennett, Beth Moses e Sir Richard Branson.

## Origem
No dia 7 de junho de 2021, Jeff Bezos anunciou que estava planejando estar no primeiro voo tripulado da sua empresa, a Blue Origin, significando estar abordo do primeiro voo tripulado (suborbital) de uma empresa privada totalmente financiada de forma particular. In Nos dias seguintes surgiram rumores de que Richard Branson estava preparando documentação para realizar um voo do tipo como parte da sua empresa, assim conseguindo ir na frente do Bezos. Houve um debate se a Virgin Galactic, que chega perto da linha de Karman, mas não ultrapassa, de fato realizou o primeiro voo comercial ao espaço.
Apesar da rivalidade (apelidada de "corrida espacial dos bilionários"), antes do voo Bezos ofereceu seus bons desejos ao Branson. Elon Musk, da SpaceX, encontrou-se pessoalmente com Branson antes do voo.

## Tripulação
| Posição    | Astronauta      |
| ---------- | --------------- |
| Piloto     | David Mackay    |
| Co-piloto  | Michael Masucci |
| Passageira | Sirisha Bandla  |
| Passageiro | Colin Bennett   |
| Passageira | Beth Moses      |
| Passageiro | Richard Branson |

## Voo
No dia 11 de julho de 2021, a nave mãe da Unity, VMS Eve, carregou a VSS Unity numa configuração de parasita para ser solta e disparada. A Unity alcançou uma altitude de 86,189 metros em T+2:38 (abaixo da da fronteira espacial reconhecida pela FAI de 100 km de altitude, mas acima da fronteira espacial reconhecida pelos EUA de 80 km e pouco acima da mesopausa aos 86,1 km de altitude.
Devido ao desvio do do planador na reentrada e a uma saída da rota planejada, o voo passou a fazer parte de uma investigação da Administração Federal de Aviação. Em 2 de setembro de 2021 publicamente foi anunciado que o SpaceShipTwo foi suspendido por ordem da FAA até que a investigação esteja completa.